# Cudolotka białogardła
Cudolotka białogardła, błyskolotka białobrzucha (Henicophaps foersteri) – gatunek średniej wielkości ptaka z rodziny gołębiowatych (Columbidae). Występuje na Archipelagu Bismarcka, jest narażony na wyginięcie.

## Zasięg występowania
Cudolotka białogardła występuje na Umboi, Nowej Brytanii i Lolobau, wyspach należących do południowej części Archipelagu Bismarcka.

## Taksonomia
Gatunek po raz pierwszy opisało dwóch ornitologów, Brytyjczyk Walter Rothschild i Niemiec Ernst Hartert w 1906 roku na łamach czasopisma „Bulletin of the British Ornithologists’ Club”. Jako miejsce typowe odłowu holotypu (numer katalogowy 10095 znajdujący się w Muzeum Historii Naturalnej w Tring) autorzy wskazali Massawa na Nowej Brytanii. Takson opisany przez W. Meyera pod nazwą Reinwardtoenas bleyi okazał się być okazem ww. gatunku. Cudolotka białogardła jest ściśle związana z cudolotką białoczelną (H. albifrons). Takson monotypowy.

### Etymologia
Nazwa rodzajowa: greckie ἑνικος henikos – osobliwy, wyjątkowy; φαψ phaps, φαβος phabos – gołąb.

Epitet gatunkowy: Friedrich Foerster (1865–1918), niemiecki botanik, kolekcjoner.

## Morfologia
Długość ciała 38 cm. Długość skrzydła u dwóch samców 202 i 203 mm, u jednej samicy 197 mm. Czoło koloru płowego, łączy się z rudawym czubkiem głowy, karkiem, grzbietem i bokami piersi; reszta górnych części ciała, skrzydła i ogon koloru ciemnoszarego do fioletowego. Gardło do części usznej płowo-białawe; reszta dolnych części ciała koloru płowego. Dziób czarno-brązowy, nogi i stopy czerwone. Płci podobne, ale samica ma mniejszy dziób i spód jej ciała zabarwiony jest rdzawobrązowo.

## Ekologia
Biologia cudolotki białogardłej jest praktycznie nieznana; wymaga szeroko zakrojonych badań.
Ptak ten zamieszkuje lasy na nizinach, wzgórzach i w niższych partiach gór.
Nie jest znany skład diety cudolotki białogardłej. Zasadniczo zdobywa pokarm na ziemi, i przypuszczalnie ma nawyki żywnościowe podobne do cudolotki białoczelnej.
Lokalna ludność twierdzi, że gniazda cudolotki białogardłej umieszczone są nisko w krzewach lub na niewielkich drzewach, a samica składa 2 jaja.

## Status i zagrożenia
W Czerwonej księdze gatunków zagrożonych Międzynarodowej Unii Ochrony Przyrody cudolotka białogardła od 2000 roku jest zaliczana do kategorii VU (ang. Vulnerable – narażony na wyginięcie); wcześniej, od 1988 roku klasyfikowano ją jako gatunek bliski zagrożenia (NT – ang. Near Threatened). Liczebność populacji wstępnie szacuje się na 1000–2499 dorosłych osobników. Nawet na początku XX wieku, w chwili jego odkrycia, uważano ten gatunek za rzadki. Głównym zagrożeniem dla gatunku jest wycinka lasów. Jako ptak spędzający dużo czasu na ziemi zagrożony jest ze strony kotów i psów.